# Leucolejeunea subalpina
Leucolejeunea subalpina là một loài Rêu trong họ Lejeuneaceae. Loài này được S. Hatt. mô tả khoa học đầu tiên..